# Coupe de Suisse de football 1944-1945
Navigation
Édition précédente Édition suivante
La Coupe de Suisse 1944-1945 est la vingtième édition de la Coupe de Suisse. Le BSC Young Boys remporte son deuxième titre en battant en finale le FC Saint-Gall.

## Compétition

### Quarts de finale
Les quarts de finale ont lieu du 26 février 1945.
| Équipe 1      | Résultat | Équipe 2                |
| ------------- | -------- | ----------------------- |
| FC Granges    | 0 - 2    | BSC Young Boys          |
| FC Locarno    | 0 - 1    | Young Felows Zurich     |
| FC Lugano     | 1 - 2    | CS International Genève |
| FC Saint-Gall | 3 - 1    | Cantonal Neuchâtel      |

### Demi-finales
Les demi-finales ont lieu le 11 mars 1945.
| Équipe 1            | Résultat | Équipe 2                |
| ------------------- | -------- | ----------------------- |
| FC Saint-Gall       | 1 - 0    | CS International Genève |
| Young Felows Zurich | 1 - 1    | BSC Young Boys          |

Matchs rejoués : le premier match le 25 mars se solde de nouveau par un match nul, lors du deuxième match le 31 mars les Young Boys s'imposent 4 à 2 :
| Équipe 1            | Résultat | Équipe 2            |
| ------------------- | -------- | ------------------- |
| BSC Young Boys      | 0 - 0    | Young Felows Zurich |
| Young Felows Zurich | 2 - 4    | BSC Young Boys      |

### Finale
| 4 avril 1945 | BSC Young Boys | 2 - 0   | FC Saint-Gall | Stade du Wankdorf, Berne |                      |
|              |                | (0 - 0) |               | Spectateurs : 14 900     | Spectateurs : 14 900 |

- Le BSC Young Boys remporte sa deuxième Coupe de Suisse[1] face à Saint-Gall dont c'est la première finale[2].